# Sipora
Sipora (auch Sipura genannt) gehört zu den Mentawai-Inseln, einer zu Indonesien gehörigen Inselgruppe südwestlich von Sumatra. 

## Geographie
Die Insel liegt circa 130 km westlich von Sumatra entfernt, im Süden befindet sich, jenseits der Meerenge Selat Sipura, Nordpagai, im Norden, jenseits der Selat Bungalaut Siberut. Sipora ist weitgehend flach, die höchste Erhebung misst 285 m über dem Meer. Die Fläche von 845 km² ist zum Teil von tropischen Regenwäldern bedeckt.

## Verwaltung
Sipora ist auch ein Distrikt (Kecamatan) des 1999 gebildeten Regierungsbezirks (Kabupaten) Mentawai-Inseln mit der Hauptstadt Tua Pejat (auf Sipora) in der Provinz Sumatra Barat (Westsumatra).

## Bevölkerung
Nach der letzten Eiszeit wurden die Insel durch den steigenden Meeresspiegel von Sumatra getrennt. Vor 1000 v. Chr. wurde Sipora vom südlichen Siberut im Norden besiedelt. Die Bewohner unterscheiden sich durch Sprache und Brauchtum von den Bewohnern Sumatras. 2000 lebten hier 12.840 Einwohner.

## Geschichte

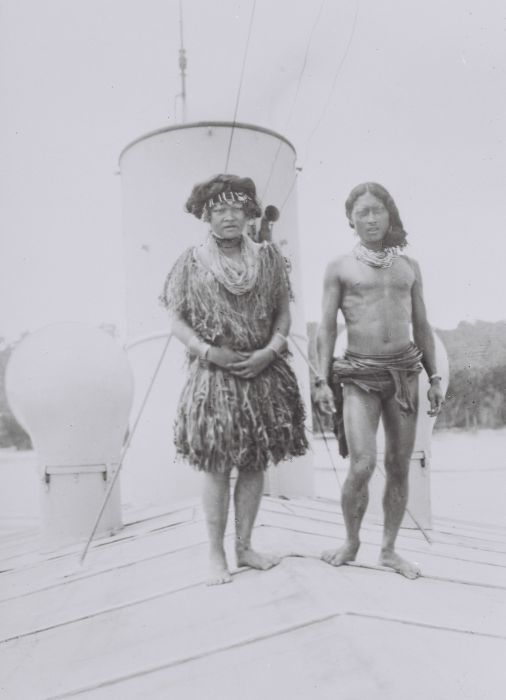
Mann und Frau aus Sioban auf Sipora (1922)

1792 erreichte ein Schiff der Britischen Ostindien-Kompanie und der erste Europäer betrat die Pagai-Inseln. Erst im Juli 1864 jedoch wurde Sipora Teil von Niederländisch-Ostindien. 1901 erreichten deutsche Missionare die Mentawai-Inseln. Sonst ließ man die Ureinwohner weitgehend in Ruhe. Das änderte sich nach der indonesischen Unabhängigkeit, als die einheimische, animistische Religion verboten wurde. Heute sind die meisten Bewohner Christen. Mitte der 1990er-Jahre entdeckten australische Surfer mit den anderen Mentawai-Inseln auch Sipora für das Surfen. Der Fremdenverkehr hat einen bescheidenen, aber wachsenden Umfang.
Nach dem Seebeben vor Sumatra im Jahr 2004 hat die seismische Aktivität unter der Insel stark zugenommen.

## Tierwelt (Fauna)
Auf der Insel leben einige endemische Tierarten, darunter der Pagai-Makak, dessen Bestand inzwischen gefährdet ist.